# Zarakh Iliev
Zarakh Iliev (en azéri : Zarah Bension oğlu İliyev ; en russe : Зарах Бинсионович Илиев), né le 8 septembre 1966 à Krasnaya Sloboda (Azerbaïdjan), est un promoteur immobilier et homme d'affaires russe.

## Biographie
Zarakh Iliev est né à Krasnaya Sloboda, en Azerbaïdjan. La famille d'Iliev fait partie d'une communauté soudée de juifs de montagne. Binsion Iliev était un cordonnier qui enseigna son métier à ses fils. Dans son village natal, Zarakh Iliev a fait ses premiers pas dans les affaires en cousant des chapeaux et en les vendant dans la ville voisine de Quba. En 1983, alors qu'il avait 17 ans, Iliev a quitté la maison pour chercher du travail à Moscou. Il a commencé à travailler pour son oncle dans la rue Loubianka, mais est rapidement devenu un commerçant respecté au marché Tcherkizovsky.

## Carrière
Avec son partenaire commercial, son compatriote azerbaïdjanais God Nisanov, Iliev a commencé par construire des marchés près des stations de métro de Moscou, puis les a transformés en centres commerciaux au début des années 1990. Ils se sont ensuite diversifiés dans la construction d'hôtels à Moscou et ailleurs en Russie et ont des biens immobiliers totalisant 14 millions de pieds carrés. Ils possèdent la société Kiyevskaya Ploshchad.

## Vie privée
Il est marié et père de deux enfants et vit à Moscou, en Russie.

## Fortune et propriétés
Selon les informations du journal The Moscow Times du 26 juin 2024, Zarakh Iliev aurait acheté l'un des avions d'affaires Airbus A320neo, d'une valeur de plus de 110 millions de dollars, dont il n'existe que 10 exemplaires dans le monde. L'Airbus A320neo est une version améliorée de la famille d'avions Airbus A320. L'achat de l'avion a été effectué par des intermédiaires, contournant les sanctions occidentales.